# Elias Seppänen

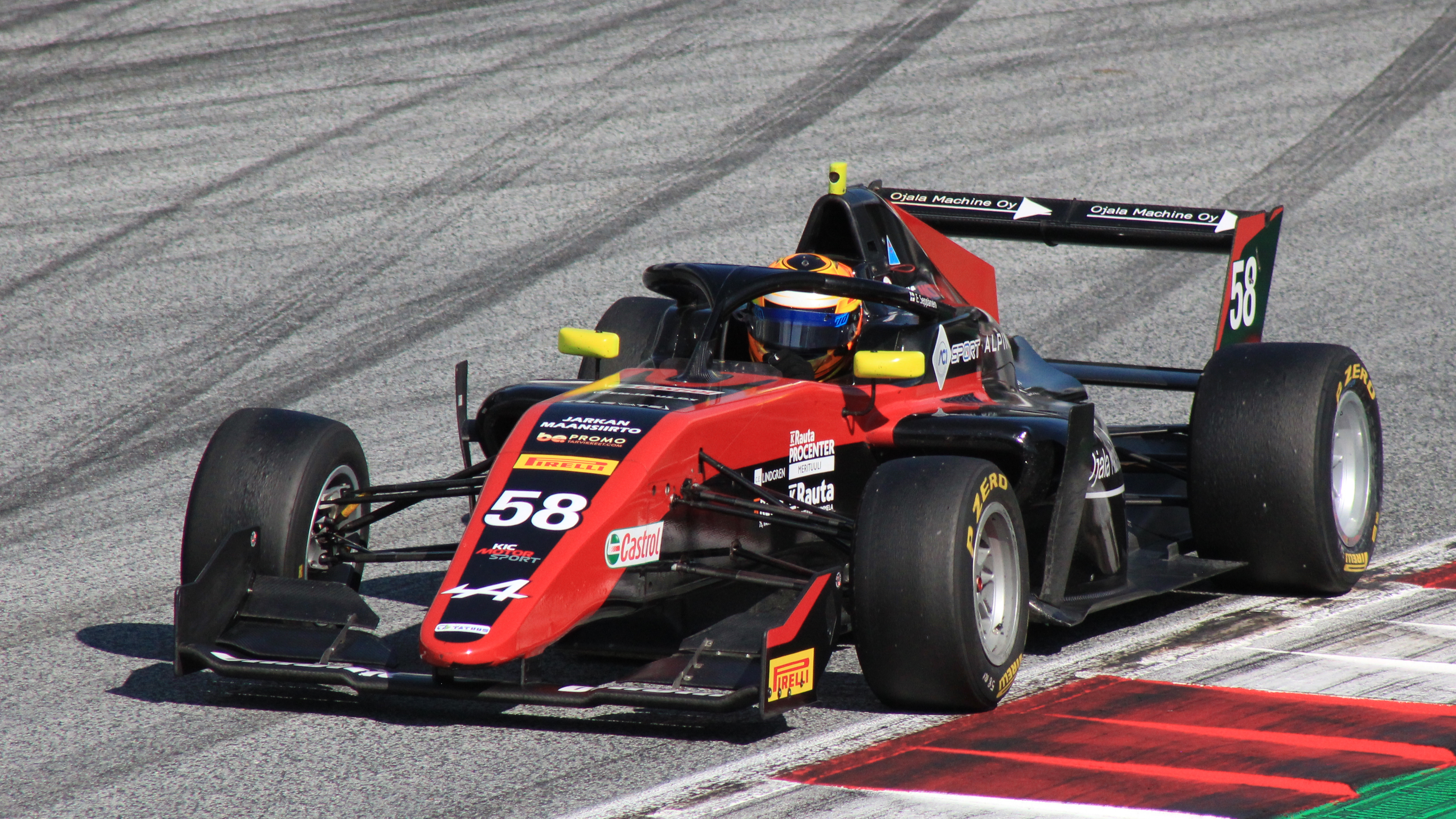
Elias Seppänen 2021 auf dem Red Bull Ring

Elias Seppänen (* 31. Oktober 2003 in Tammela, Finnland) ist ein finnischer Automobilrennfahrer und ADAC GT Masters Meister 2023 und 2024.

## Karriere

### Kart- und Formelsport
Elias Seppänen begann seine Motorsportlaufbahn im Kartsport. Dort fuhr er von 2014 bis 2018 in finnischen und internationalen Kartserien. 2016 gewann er die Mini-Wertung im Sydsvenskans Kart Champion Cup (Schweden) und in der Finnischen Junior Meisterschaft die Raket-Wertung.
2019 wechselte er in den Formelsport und startete in der Formel Akademie Finnland in der er den dritten Gesamtplatz erreichte. Parallel fuhr er in der Südostasiatischen Formel-4-Meisterschaft (SEA), in der er Vizemeister wurde. In der Nordeuropäischen Formel-4-Meisterschaft (NEZ) trat er bei zwei Rennen als Gaststarter an. In der Saison 2020 fuhr er in der ADAC Formel 4 und belegte am Ende den dritten Gesamtplatz. In der Formel Renault Eurocup ging er zu zwei Rennen als Gaststarter an den Start. In der Formel Regional Europameisterschaft startete er 2021 und erreichte zum Saisonende den 24. Gesamtrang.

### GT-Motorsport
2022 trat der Finne zusammen mit Frank Bird für das Team MANN-FILTER Team Landgraf mit einem Mercedes-AMG GT3 Evo in der ADAC GT Masters an. Die Saison beendeten beide mit dem 23. Rang im Gesamtklassement. Im Jahr darauf gewann er zusammen mit Salman Owega im Mercedes-AMG Team Landgraf Motorsport die Gesamtwertung, sowie die Junior-Wertung des ADAC GT Masters. Mit vier Rennsiegen sind sie 2023 das jüngste Meisterduo in der Geschichte der Serie. 2024 startet Seppänen ebenfalls in der neu aufgestellten deutschen GT3 Nachwuchs-Rennserie an der Seite von Tom Kalender im Team Landgraf Motorsport und verteidigt seinen Titel aus dem Vorjahr erfolgreich. Seppänen sicherte sich zudem den Titel in der 2024 neu ausgeschriebenen Nachwuchsklasse „Road to DTM“.
Neben seinem Einsatz in der ADAC GT Masters absolvierte Seppänen im Oktober 2024 einen Start in der amerikanischen GT World Challenge. Beim 13. Saisonrennen, den 8 Stunden von Indianapolis, startete er zusammen mit Jeff Burton und Philip Ellis für das amerikanische Team Regulator Racing. Im Pro/Am Cup konnten sie sich den 3. Platz und in der Gesamtwertung des Rennens den 9. Platz sichern.

## Statistik

### Einzelergebnisse in der deutschen Formel-4-Meisterschaft
| Jahr | 1     | 2     | 3     | 4     | 5     | 6     | 7   | 8   | 9   | 10     | 11     | 12     | 13  | 14  | 15  | 16     | 17     | 18     | 19  | 20  | 21  | Punkte | Rang |
| ---- | ----- | ----- | ----- | ----- | ----- | ----- | --- | --- | --- | ------ | ------ | ------ | --- | --- | --- | ------ | ------ | ------ | --- | --- | --- | ------ | ---- |
| 2020 | LAU I | LAU I | LAU I | NÜR I | NÜR I | NÜR I | HOC | HOC | HOC | NÜR II | NÜR II | NÜR II | RBR | RBR | RBR | LAU II | LAU II | LAU II | OSC | OSC | OSC | 257    | 3.   |
| 2020 | 3     | 8     | 1     | 3     | 2     | 4     | 4   | 6   | 3   | DNF    | 2      | 5      | 4   | 4   | 2   | 3      | DNF    | 6      | 3   | 5   | 3   | 257    | 3.   |

### Einzelergebnisse im ADAC GT Masters
| Jahr | 1     | 2     | 3   | 4   | 5   | 6   | 7   | 8   | 9   | 10  | 11     | 12     | 13  | 14  | Punkte | Rang |
| ---- | ----- | ----- | --- | --- | --- | --- | --- | --- | --- | --- | ------ | ------ | --- | --- | ------ | ---- |
| 2022 | OSL   | OSL   | RBR | RBR | ZAN | ZAN | NÜR | NÜR | LAU | LAU | SAC    | SAC    | HOC | HOC | 52     | 21.  |
| 2022 | DNS   | 19    | 20  | 18  | 17  | 9   | 6   | 4   | 16  | DNF | 7      | 10     | 10  | DNF | 52     | 21.  |
| 2023 | HOC I | HOC I | NOR | NOR | NÜR | NÜR | SAC | SAC | RBR | RBR | HOC II | HOC II |     |     | 181    | 1.   |
| 2023 | DNF   | 3     | 1   | 4   | 1   | 8   | 1   | 1   | DSQ | 6   | 9      | 3      |     |     | 181    | 1.   |
| 2024 | OSL   | OSL   | ZAN | ZAN | NÜR | NÜR | SPA | SPA | RBR | RBR | HOC    | HOC    |     |     | 253    | 1.   |
| 2024 | 2     | 1     | 1   | 8   | 2   | 6   | 1   | 6   | 3   | 1   | 3      | 1      |     |     | 253    | 1.   |

### Einzelergebnisse in der GT World Challenge Amerika
| Jahr | 1   | 2   | 3   | 4   | 5   | 6   | 7   | 8   | 9   | 10  | 11  | 12  | 13  | Punkte | Rang  |
| ---- | --- | --- | --- | --- | --- | --- | --- | --- | --- | --- | --- | --- | --- | ------ | ----- |
| 2024 | SON | SON | SEB | SEB | COT | COT | VIR | VIR | ELK | ELK | BAR | BAR | IND |        | [ 9 ] |
| 2024 |     |     |     |     |     |     |     |     |     |     |     | 9   |     |        | [ 9 ] |